# Andreas Flint
Andreas Flint (Flindt) (født 4. marts 1767 i København, død 19. september 1824 sammesteds) var en dansk kobberstikker, bror til Johannes, Niels og Ole Flint (den yngre).

## Uddannelse
Flint var søn af Ole Nielsen Flint, tømrer, siden kobberstikker ved Søetaten (1739 - 8. januar 1808) og Anna Hansdatter født Thomsen (1742-1801). Han blev skolet i tegning af faderen og gik i lære hos ham som korttegner. I 1788 indsendte han flere prøver på kort til Videnskabernes Selskab, men forventningerne om at få det ledige embede som korttegner blev ikke indfriet.
Andreas Flint besøgte Kunstakademiet, hvor han 1788 vandt den lille og 1791 den store sølvmedalje for tegning efter model. Da han imidlertid havde valgt kobberstikkerkunsten til sit fag, konkurrerede han til guldmedaljerne som kobberstikker og vandt 1792 den lille guldmedalje for et stik efter Nicolas Poussins Moses ved den brændende tornebusk samt 1794 den store guldmedalje for sit stik efter Luca Giordanos Abels død. Fra 1796 til 1828 nød han som opmuntring 100 rigsdaler kurant årligt af Akademiets kasse; men da Akademiet ikke var tilfreds med hans fremskridt, nægtedes de ham efter den tid. En ansøgning om kgl. understøttelse til en udenlandsrejse synes ikke at være tilstået ham, trods Akademiets anbefaling, eller i al fald kun for en kort tid.

## Produktion
I 1798 søgte han Fonden ad usus publicos om 400 rigsdaler kurant for at udføre en samling fædrelandske kobberstik efter malerier af C.A. Lorentzen. I 1799 meldte han, at han ville begynde med Gudinden Herthas udtog fra Lejre Skov i Herthadalen på Sjælland, og samme år fik han til det nævnte øjemed 300 rigsdaler en gang for alle, men ifølge fondens optegnelser var det første stik i serien Carl X Gustavs flugt fra Amager (maleriet fra 1791). For at stikke det tredje motiv, Kong Christian IV på skibet Trefoldigheden, fik han i otte år i alt 1000 rigsdaler, men det blev trods gentagne bevillinger fra fonden først færdigt 1808.
Fondets direktion påpegede, at stikket var udført i "den laverte Maneer" (akvatinteteknik, en langt hurtigere teknik end kobberstik); hertil svarede Flint, at den plade, hvorpå stikket var begyndt "og temmeligen fremmet" blev ødelagt under bombardementet i 1807. Forsinkelsen skyldtes dog snarere manglende interesse hos "det kunstelskende publikum", som Flint allerede i 1803 indbød til subskription på akvatinteraderingen i Adresse-Contoirs Efterretninger (nr. 91). Akvatintemaneren gjorde lykke hos publikum, men ikke var efter Akademiets smag.  I 1809 lovedes ham 300 rigsdaler af fonden, hver gang en plade var færdig; han fik gratifikation i 1812, uden at det synes, han har fået flere stik færdige. 
I året 1808 søgte han om en årlig løn af finanserne og ligeledes om at blive agreeret ved Akademiet, hvilket nægtedes ham, da han kun havde indsendt ældre arbejder.
For at få til dagen og vejen stak han en mængde (henved 300) portrætter af samtidige, deriblandt portrætter af søofficererne fra slaget på Reden 1801, dels efter malerier, dels efter egen tegning, hvilke blev rost meget. De blev udført i en blanding af akvatinte og en mekanisk teknik kaldet Chrétiens manér (efter Gilles-Louis Chrétien).
Flint fik desuden mange illustrationsopgaver; heriblandt vignetterne fra 1789-99 efter tegninger af bl.a. Bertel Thorvaldsen til Peter Friderich Suhms samlede skrifter, bind 1-16, i hvilke Flint kompetent formåede at videreføre forlæggenes nyklassicistiske udførelse. Fra ungdomsårene stammer også andre bogvignetter: Nicolai Abildgaards hund Giordano (1791), efter forlæg af Abildgaard selv, samt en række nytårsgaver fra forlag, bl.a. Axel og Valborg (1809), efter tegnet forlæg af C.W. Eckersberg. Af Sigvard Schjødts Norske Prospekter nævnes kun ét blad som stukket af Flint. Flint arbejdede fra 1809 til sin død på en serie portrætstik af de oldenborgske konger, udført efter malerier, som var udlånt af Kunstkammeret. 
Af en annonce, indrykket i Adresseavisen torsdag 22. januar 1807, ses, at Flint desuden forsøgte sig med privatundervisning i frihåndstegning. Flint døde den 19. september 1824 af en nervefeber i sit 56. år. Han var medlem af Kungliga Akademien för de fria konsterna.
Han blev den 19. juli 1803 gift i København med Ulrika Charlotta Linnerhielm (23. juni 1768 i Jönköping - 17. februar 1847 i Helsingør), datter af hovrättsråd Jonas Linnerhielm og Johanna Margareta Seele.
Han er begravet på Helligåndskirkegården.
Der findes et tegnet selvportræt af Flint (Det Kongelige Bibliotek).